# Bánfa
Bánfa je selo u južnoj Mađarskoj.
Zauzima površinu od 12,06 km četvornih.

## Zemljopisni položaj
Nalazi se na 45° 59' sjeverne zemljopisne širine i 17° 53' istočne zemljopisne dužine. Katádfa je stotinjak metara zapadno, Biduš je 2 km sjeverno, Sedijanaš je 3 km sjeveroistočno, Sumony je 3 km jugoistočno, Sumonjski ribnjak je 1,5 km južno, Szentegát je 4 km jugozapadno, a Denčaz je 2,5 km zapadno. Kotarsko sjedište Siget je 7 km sjeverozapadno.

## Upravna organizacija
Upravno pripada Sigetskoj mikroregiji u Baranjskoj županiji. Poštanski broj je 7914. 

## Stanovništvo
Bánfa ima 205 stanovnika (2001.). Stanovnici su uglavnom Mađari, ali ima i Roma, koji imaju svoju manjinsku samoupravu. 86% stanovnika su rimokatolici, a 4% je kalvinista.

## Vanjske poveznice
- Bánfa na fallingrain.com